# Dorotheanthus bellidiformis
Dorotheanthus bellidiformis là một loài thực vật có hoa trong họ Phiên hạnh. Loài này được (Burm.f.) N.E.Br. mô tả khoa học đầu tiên năm 1928.